# Rudolf Reischauer
Rudolf Reischauer (* 27. Oktober 1941 in Salzburg) ist ein österreichischer Rechtswissenschaftler.

## Leben
Rudolf Reischauer promovierte 1969 zum Doktor der Rechte. 1970 erhielt er an der Universität Linz einen Lehrauftrag. 1975 habilitierte er sich in Linz und wurde Universitätsdozent.
1976 wurde er auf eine ordentliche Professur für Wirtschaftsprivatrecht an die Johannes-Kepler-Universität in Linz berufen. Er war von 1992 bis 1994 Dekan der rechtswissenschaftlichen Fakultät, zudem von 1994 bis 1996 Vorsitzender des Senats der JKU Linz. 2002 übernahm er provisorisch die Leitung des Instituts für Zivilrecht.
In seinem Fachgebiet des bürgerliches Recht, Gesellschaftsrecht, Wirtschaftsrecht, Arbeitsrecht hat er über 70 wissenschaftliche Arbeiten veröffentlicht.
Reischauer ist Mitglied der katholischen Studentenverbindung K.a.V. Austro-Danubia im ÖCV.

## Schriften (Auswahl)
- zusammen mit Rudolf Strasser: Der Arbeitskampf. Manz’sche, Wien 1975, ISBN 3-214-06709-5.
- Der Entlastungsbeweis des Schuldners (§ 1298 ABGB). Ein Beitrag zum Recht der Leistungsstörung mit rechtsvergleichenden Bezügen. Duncker und Humblot 1975, ISBN 3-428-03478-3.
- mit Martin Schmidt-Kessel (Hrsg.): Reform des Schadenersatzrechts, Band I: Europäische Vorgaben und Vorbilder (= Veröffentlichungen des Ludwig-Boltzmann-Institutes für Gesetzgebungspraxis und Rechtsanwendung. Band 16). Manz, Wien 2006, ISBN 978-3-214-12004-7.
- mit Martin Schmidt-Kessel (Hrsg.): Reform des Schadenersatzrechts, Band II. Zum Entwurf einer Arbeitsgruppe (= Veröffentlichungen des Ludwig-Boltzmann-Institutes für Gesetzgebungspraxis und Rechtsanwendung. Band 17). Manz, Wien 2008, ISBN 978-3-214-12005-4.
- (Hrsg.): Reform des Schadensersatzrechts, Band III: Vorschläge eines Arbeitskreises (= Veröffentlichungen des Ludwig-Boltzmann-Institutes für Gesetzgebungspraxis und Rechtsanwendung. Band 18). Manz, Wien 2008, ISBN 978-3-214-12006-1.